# Tân Phú Đông (huyện)
Tân Phú Đông là một huyện cũ nằm phía nam tỉnh Tiền Giang, Việt Nam.

## Địa lý
Huyện Tân Phú Đông nằm ở phía đông nam tỉnh Tiền Giang, có vị trí địa lý:
- Phía đông giáp biển Đông
- Phía tây và phía nam giáp huyện Bình Đại, tỉnh Bến Tre
- Phía bắc giáp huyện Chợ Gạo, huyện Gò Công Tây và huyện Gò Công Đông.

Do địa bàn huyện nằm hoàn toàn trên cù lao Lợi Quan giữa sông Cửa Tiểu và sông Mỹ Tho nên ranh giới tự nhiên với các huyện khác cũng là các con sông trên.
Huyện Tân Phú Đông có diện tích 202,08 km², dân số năm 2008 là 42.926 người, mật độ dân số đạt 212 người/km².
Huyện có 12 km đường bờ biển và nằm giữa hai cửa sông là cửa Tiểu và cửa Đại, có nhiều tiềm năng trong phát triển kinh tế biển, đặc biệt là đánh bắt và nuôi trồng thủy sản.

## Hành chính
Huyện Tân Phú Đông có 6 đơn vị hành chính cấp xã trực thuộc, bao gồm 6 xã: Phú Đông, Phú Tân, Phú Thạnh (huyện lỵ), Tân Phú, Tân Thạnh và Tân Thới.

## Lịch sử
Dưới thời nhà Nguyễn, vùng đất cù lao Lợi Quan hiện nay tương ứng với 4 thôn: Tân Phong, Từ Linh (tên cũ là thôn Miễu Ông), Hòa Thới và Phú Thạnh Đông thuộc tổng Hòa Hằng, huyện Kiến Hòa, phủ Kiến An, tỉnh Định Tường. Đến đời vua Tự Đức, do kiêng húy Từ Dũ Thái hậu nên tổng Hòa Hằng đổi tên thành tổng Hòa Quới.
Năm 1865, chính quyền thực dân Pháp đổi huyện Kiến Hòa thành hạt Thanh tra Kiến Hòa. Năm 1867, toàn bộ cù lao Lợi Quan thuộc tổng Hòa Quới, hạt Thanh tra Kiến Hòa được tách ra để nhập vào tổng Hòa Đồng Hạ thuộc hạt Thanh tra Tân Hòa (sau đổi thành hạt Thanh tra Gò Công). Đồng thời, ba thôn Tân Phong, Từ Linh và Hòa Thới được nhập lại thành một thôn mới lấy tên là thôn Tân Thới. Từ đó, địa phận cù lao Lợi Quan chỉ còn hai thôn (sau này là làng) là Tân Thới và Phú Thạnh Đông.
Năm 1900, thực dân Pháp thành lập tỉnh Gò Công, các làng Tân Thới và Phú Thạnh Đông thuộc tổng Hòa Đồng Hạ.
Năm 1965, chính quyền Việt Nam Cộng hòa sắp xếp hành chính, chia tỉnh Gò Công thành 4 quận: Hòa Bình, Hòa Đồng, Hòa Lạc và Hòa Tân; các xã Tân Thới và Phú Thạnh Đông thuộc quận Hòa Bình.
Tháng 2 năm 1976, tỉnh Gò Công hợp nhất với tỉnh Mỹ Tho và thành phố Mỹ Tho thành tỉnh Tiền Giang. Địa bàn tỉnh Gò Công được chuyển thành huyện Gò Công và thị xã Gò Công cùng thuộc tỉnh Tiền Giang.
Ngày 13 tháng 4 năm 1979, Hội đồng Chính phủ ban hành Quyết định số 155-CP. Theo đó, chia huyện Gò Công thành hai huyện Gò Công Đông và Gò Công Tây.
Ngày 21 tháng 1 năm 2008, Chính phủ ban hành Nghị định 09/2008/NĐ-CP. Theo đó, thành lập huyện Tân Phú Đông trên cơ sở tách 4 xã: Tân Thới, Tân Phú, Phú Thạnh, Tân Thạnh thuộc huyện Gò Công Tây và 2 xã: Phú Đông, Phú Tân thuộc huyện Gò Công Đông.
Sau khi thành lập, huyện Tân Phú Đông có 20.208,31 ha diện tích tự nhiên và 42.926 người với 6 đơn vị hành chính trực thuộc, gồm các xã: Phú Đông, Phú Tân, Tân Thới, Tân Phú, Tân Thạnh và Phú Thạnh.

## Kinh tế
Năm 2013, tốc độ tăng trưởng kinh tế đạt 10,77%, thu nhập bình quân đầu người 18,6 triệu đồng/năm. Cơ cấu kinh tế: nông nghiệp chiếm 69,2%, công nghiệp xây dựng chiếm 9,42%, dịch vụ thương mại 20,68%.
Kinh tế chủ yếu là sản xuất nông nghiệp và đánh bắt, nuôi trồng thủy sản. Rừng phòng hộ ven biển 957,5ha. Diện tích nuôi trồng thủy sản 5.903 ha, sản lượng 16.400 tấn. Có 3.150 ha dừa đang cho trái ổn định. Cây ăn trái 1.196 ha, sản lượng trên 14.500 tấn; trong đó có 528 ha vùng chuyên canh cây mãng cầu xiêm cho năng suất cao.

## Xã hội

### Giáo dục
Cơ sở vật chất, trang thiết bị trường học được tăng cường đầu tư xây dựng, trang bị theo hướng kiên cố hóa, hiện đại hóa với tổng kinh phí hơn 55 tỷ đồng. Có 6/6 xã đạtchuẩn quốc gia về phổ cập THCS.

## Du lịch
Đặc biệt huyện có tiềm năng phát triển du lịch sinh thái ở khu vực cồn Cống và cồn Ngang. UBND tỉnh đã giao cho công ty CPTM Kinh Thành đầu tư du lịch sinh thái kết hợp nghỉ dưỡng với diện tích 150 ha ở cồn Ngang, tổng mức đầu tư 1.300 tỷ; công tyTNHH-TM DV DL Lợi Đạt đầu tư 100 ha ở cồn Cống với tổng kinh phí 300 tỷ đồng. Kết hợp với khu di tích lịch sử Luỹ Pháo Đài Trương Định được công nhận di tích lịch sử cấp quốc gia sẽ tạo thêm sức hấp dẫn cho du khách. 

## Giao thông
Huyện Tân Phú Đông có duy nhất một tuyến đường tỉnh 877B, dài 35,3 km chạy dài từ Tây sang Đông, được láng nhựa theo tiêu chuẩn cấp VI đồng bằng. Các tuyến đường huyện, đường giao thông nông thôn tiếp tục được đầu tư, nâng cấp. Các bến phà, đò phân bổ đều trên địa bàn với 3 bến phà chung và 18 bến đò. Bến phà Tân Long được đầu tư boton 60 tấn, với tổng kinh phí 50 tỷ đồng.
Hiện tại chưa có cầu để kết nối huyện Tân Phú Đông với đất liền. Tuy nhiên theo trả lời của Bộ GTVT đến cử tri tỉnh Tiền Giang về đầu tư xây dựng cầu qua sông Cửa Tiểu kết nối huyện Tân Phú Đông với đất liền, theo Quy hoạch tỉnh Tiền Giang thời kỳ 2021 - 2030, tầm nhìn đến năm 2050 đang hoàn thiện trình cấp có thẩm quyền phê duyệt, công trình cầu qua sông Cửa Tiểu kết nối với huyện Tân Phú Đông nằm trên tuyến đường bộ ven biển đoạn qua tỉnh Tiền Giang. Bộ GTVT thống nhất về sự cần thiết triển khai thực hiện các dự án xây dựng tuyến đường bộ ven biển, tuy nhiên do các công trình này đều thuộc thẩm quyền quản lý, đầu tư của Ủy ban nhân dân tỉnh Tiền Giang nên đề nghị Tỉnh chủ động triển khai công tác chuẩn bị đầu tư, xác định phương án nguồn vốn, hình thức đầu tư phù hợp, huy động tốt mọi nguồn lực để triển khai, thực hiện và báo cáo cấp có thẩm quyền theo quy định. Bộ GTVT sẽ phối hợp chặt chẽ trong quá trình triển khai tiếp theo.